# Храм Святителя Николая в Заяицком
Храм Святи́теля Никола́я (Спа́са Преображе́ния) в Зая́ицком — приходская церковь Москворецкого благочиния Московской епархии Русской православной церкви, находящаяся во 2-м Раушском переулке в Москве.

## История
Первое упоминание о церкви датируется 1518 годом, постройка в то время была деревянной. Каменный храм вместо деревянного возведён в 1652 году. Со временем здание сильно обветшало, и в 1741 году на средства купцов Москвиных и Турчаниновых началось строительство новой каменной церкви. В 1743 году недостроенное здание рухнуло. Работы продолжились лишь в 1751 году, предположительно, по проекту Дмитрия Ухтомского. Основное строительство закончилось к 1754 году, и 24 октября Филимон, епископ Грузинский, освятил правый придел — во имя Николая Чудотворца. 31 июля 1755 года был освящён левый придел — во имя преподобного Сергия Радонежского. Главный, Преображенский престол был освящён 22 августа 1759 года — по завершении внутренней отделки церкви.
Во время пожара 1812 года огонь не затронул церковь, однако её утварь была разграблена наполеоновскими войсками. Благодаря пожертвованиям прихожан утраченную утварь заменили новой.
В 1932 году храм был закрыт и осквернён: в его здании, переданном Мосэнерго, устроены трансформаторный цех и электроремонтная служба. В 1939 году церковь планировали снести, но в итоге всё ограничилось лишь демонтажом куполов и верхних ярусов колокольни.
С 1892 по день закрытия в Никольском храме служил — сначала псаломщиком, затем диаконом, священником и настоятелем — Василий Смирнов, расстрелянный в 1938 году на Бутовском полигоне, в 2000 году причисленный к лику святых как священномученик.
В середине 1950-х годов выполнена косметическая реставрация здания.
Храм вернули верующим в 1996 году, после чего в церкви были проведены реставрационные работы.
Указом Святейшего Патриарха Московского и всея Руси Кирилла от 4 мая 2023 года № У-02/78 митрополит Ставропольский и Невинномысский Кирилл назначен почетным настоятелем Подворья Патриарха Московского и всея Руси при храме святителя Николая в Заяицком и освобожден от несения послушания почетного настоятеля храма иконы Божией Матери «Отрада и Утешение» на Ходынском поле.
Настоятелем храма святителя Николая в Заяицком указом Святейшего Патриарха  от 4 мая 2023 года № У-02/76 назначен ответственный секретарь Синодального комитета по взаимодействию с казачеством иерей Тимофей Чайкин. Тем же указом иерей Тимофей Чайкин освобожден от несения послушаний штатного священника и помощника настоятеля по взаимодействию с казачеством храма иконы Божией Матери «Отрада и Утешение».
С мая 2023 года при храме располагается Синодальный комитет Русской Православной Церкви по взаимодействию с казачеством

## Духовенство
- Митрополит Ставропольский и Невинномысский Кирилл — почетный настоятель храма[3];
- иерей Тимофей Чайкин - настоятель храма[3];
- иерей Владимир Зимонов;
- иерей Геннадий Морозов.